# Józef Zefiryn de Witte
Józef Zefiryn de Witte (ur. 1739, zm. 1815) – hrabia, generał major wojsk koronnych. 

## Życiorys
Syn gen. lejtnanta wojsk koronnych Jana de Witte. Od najmłodszych lat służył pod dowództwem ojca w twierdzy Kamieniec Podolski, od 1783 jako jego zastępca w stopniu pułkownika. Od 1785 dowódca twierdzy. Generał z 1786. W 1789 usunięty ze stanowiska ze względu na popełnienie nadużyć oraz konszachty z Rosjanami i Austriakami. Uciekł pod opiekę Grigorija Potiomkina, wielkorządcy południowej Rosji i jednego z kochanków swojej żony. Wymusił od niego pieniądze i nadania. Uzyskał od Katarzyny II tytuł hrabiowski ze stałą pensją. Odstąpił żonę Zofię Glavani Stanisławowi Potockiemu za wysoką sumę, po czym szantażował go i wyłudzał dalsze pieniądze. Prowadził hulaszczy tryb życia.